# Piščetke
Piščetke is een plaats in de gemeente Netretić in de Kroatische provincie Karlovac. De plaats telt 25 inwoners (2001).